# Hardenberg vasútállomás
Hardenberg vasútállomás vasútállomás Hollandiában, Hardenberg városában.

## Vasútvonalak
Az állomást az alábbi vasútvonalak érintik:
- Zwolle–Stadskanaal-vasútvonal

## Kapcsolódó állomások
A vasútállomáshoz az alábbi állomások vannak a legközelebb:
- Gramsbergen vasútállomás
- Mariënberg vasútállomás